# 施泰滕 (勒拉赫)
施泰滕（德語：Stetten，發音：[ˈʃtɛtn̩] ⓘ）是德国巴登-符腾堡州勒拉赫的市辖区，面积4.61平方千米，人口约1.3万，是勒拉赫人口最多的区。施泰滕是勒拉赫最南端的区，南与瑞士里恩接壤。
施泰滕原为一独立市镇，1908年4月1日，施泰滕并入勒拉赫。